# VOFAN
VOFAN(1980년 6월 13일 ~ )은 타이완의 일러스트레이터, 만화가이다.
청량감있는 일러스트로 유명하며 약 10년 동안 니시오이신의 모노가타리의 삽화를 맡았다.